# Шуваловка (Оренбургская область)
Шуваловка — село в Переволоцком районе Оренбургской области в составе сельского поселения  Родничнодольский сельсовет.

## География
Находится на правом берегу реки Урал на расстоянии примерно 34 километра по прямой на восток-юго-восток от районного центра поселка Переволоцкий.

## История
Село основано в 1921 году как хутор. Название получило по фамилии землемера, межевавшего землю. 

## Население
Население составляло 211 человек в 2002 году (55% русские),  179 по переписи 2010 года.